# チェントルル・チヴィク

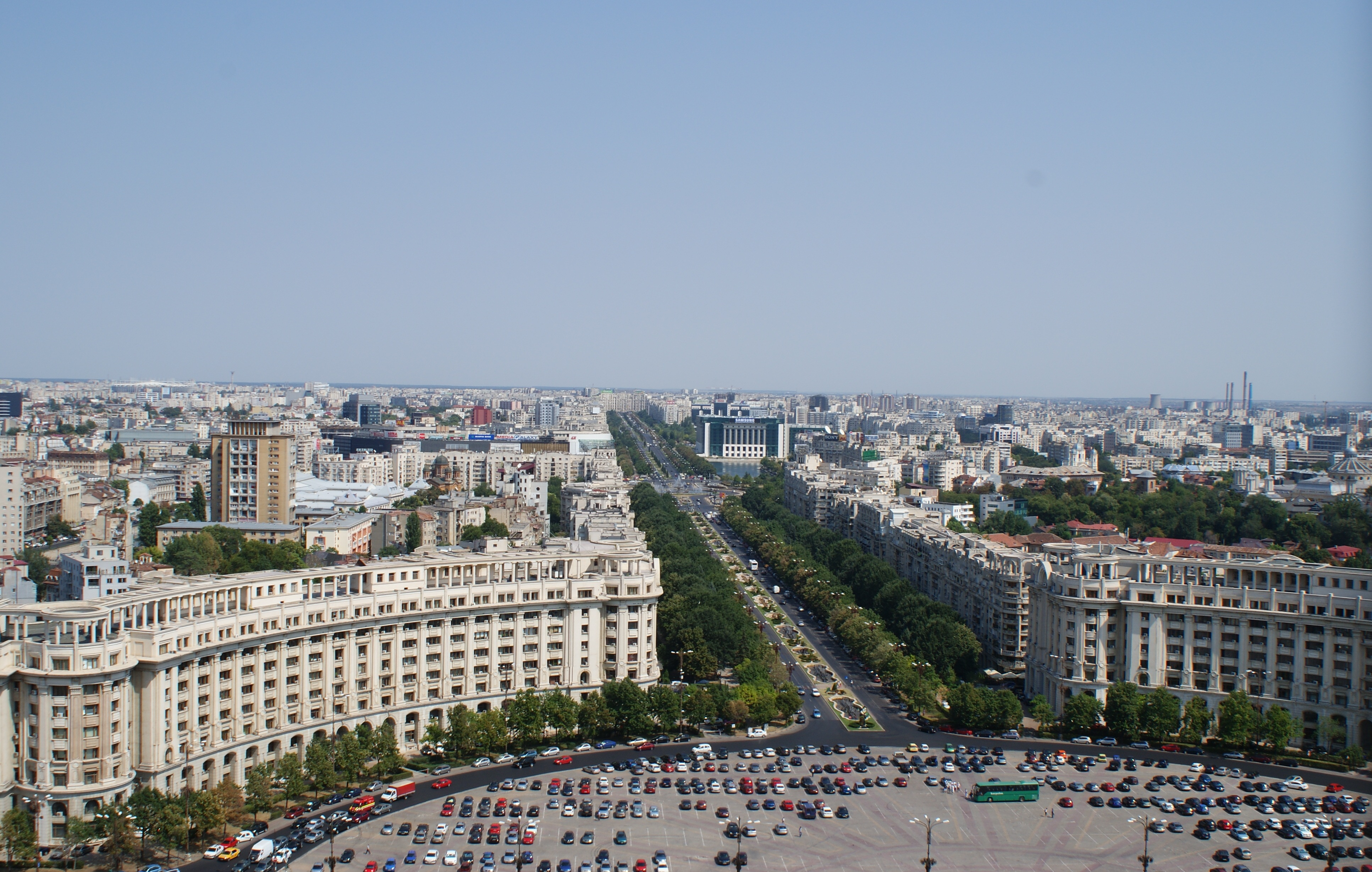
チェントルル・チヴィクの町並み

チェントルル・チヴィク (ルーマニア語: Centrul Civic, ルーマニア語: [ˈt͡ʃentrul ˈt͡ʃivik]) は、ルーマニア、ブカレストの中心部にある地区である。1980年代、ニコラエ・チャウシェスク政権による体系化政策でつくられた。

## 歴史
ブカレストは、第二次世界大戦中の連合国軍による空爆、1977年3月4日に発生した大地震によって、大きな被害を受けた。しかし、1980年代にチャウシェスクが実施した再開発計画では、これらを上回るほど市街地を大きく変貌させた。ブカレスト歴史地区が8k㎡にわたって一掃され、そこにあった修道院、教会、シナゴーグ、病院、アール・デコ調の競技場などが取り壊された。また、チェントルル・チヴィク地区や国民の館を建設するため、4万人もの人々がたった1日の勧告のみで立ち退きを余儀なくされた。
ブカレストの旧市街が取り壊されて、チェントルル・チヴィク地区が建設される以前にも、ブカレストや全国の都市では、共産党による再開発の影響を受けていた。特に1970年代には、1971年に北朝鮮を訪問して主体思想に触れたチャウシェスクが、全国の町村、都市を取り壊し、そこに統一的な団地を建設する体系化政策を推し進めたため、影響が大きかった。しかし、その後に行われたチェントルル・チヴィク地区建設のための取り壊しは、ほかと比較しても類を見ないほど規模の大きなものであった。
1980年代、旧市街が取り壊されて出現した巨大な空き地は、チャウシマ（チャウシェスクと広島を合わせたかばん語）と呼ばれて揶揄された。ユダヤ人地区など、かつて歴史的な建物が建っていた場所には、ルーマニア国立図書館といった新しいコンクリートの建物が、長い間建設半ばのまま残されていた。ミルチャ・ボダ通りとネルバ・トライアン通りに挟まれた30ヘクタールほどの地区は、チャウシマの対象であったが、現在も未完成のままである。
チェントルル・チヴィク地区は、まわりを歴史的な建物や由緒ある地区に囲まれている。なかでも、リプスカニ通りは特に知名度が高い。聖ニコライ・ミハイ・ヴォダ教会など、多くの教会は移転したことで取り壊しを免れた。また、近隣のアンティム修道院は、東翼が破壊されたが、多くがもとのまま残っている。チェントルル・チヴィク地区に隣接する統一広場付近のミトロポリエイ丘には、ルーマニア正教会の総主教座大聖堂と総主教庁宮殿が置かれている。

## 概況

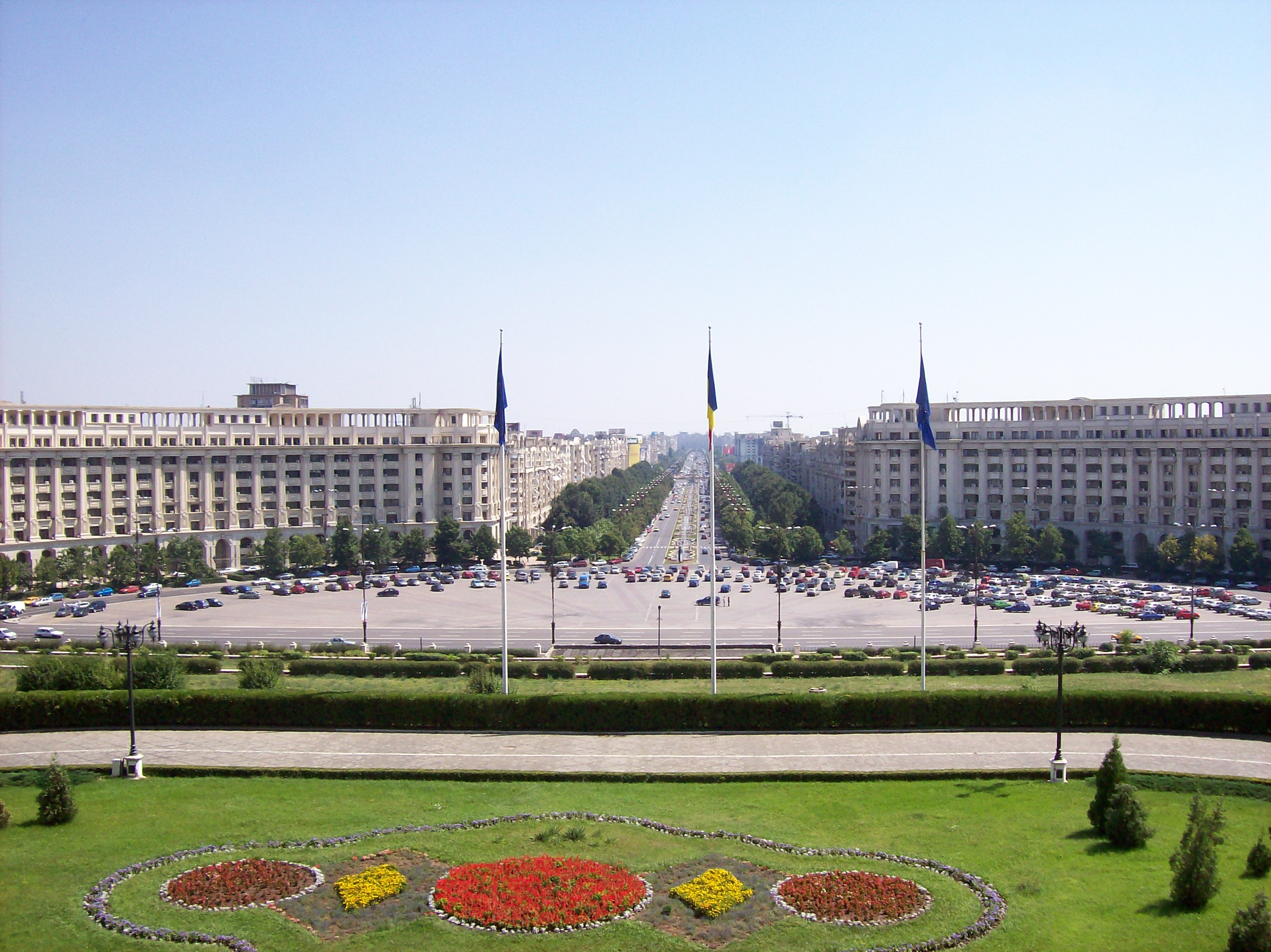
統一大通り

チェントルル・チヴィク地区には、大理石のファサードを備えた、近代的なコンクリートの建物が建ち並んでおり、その中央には建設当時「社会主義の勝利大通り」と呼ばれた通りが貫く。国民の館から東の方向に延びるこの大通りは、パリのシャンゼリゼ通りをモデルにしており（やや幅は拡張されている）、1989年のルーマニア革命の後、統一大通りに改められた。国民の館の大きなバルコニーからは、大通りの端までを見渡すことができる。
地区内には、政府のオフィスや住宅団地が数多くあり、団地はもともとあった住宅に匹敵する人口を収容できる。団地は、もともと共産党のエリートに向けられたものであったが、現在の資本主義社会においては、賑やかな統一広場を見下ろす住宅を除いて、人気が落ちてきている。市内を流れるドゥンボヴィツァ川は、統一広場では暗渠化されており、地上部分はここで二分されるかたちとなっている。
チェントルル・チヴィク地区は、社会主義リアリズムの縮図ともいえ、統一的な建築になっており、商業施設の数は少ない。ブカレストの中心部を形成する小さな店舗やレストランの多くは、チェントルル・チヴィク地区のすぐ北側に集まっている。

## ギャラリー

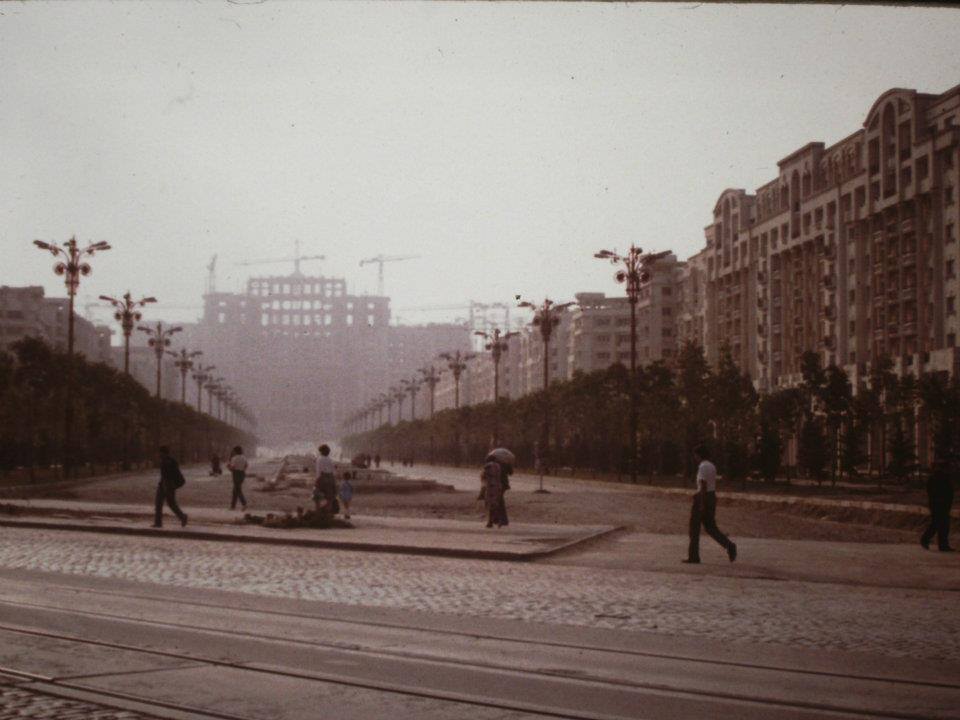
国民の館が建設中であった1986年の写真
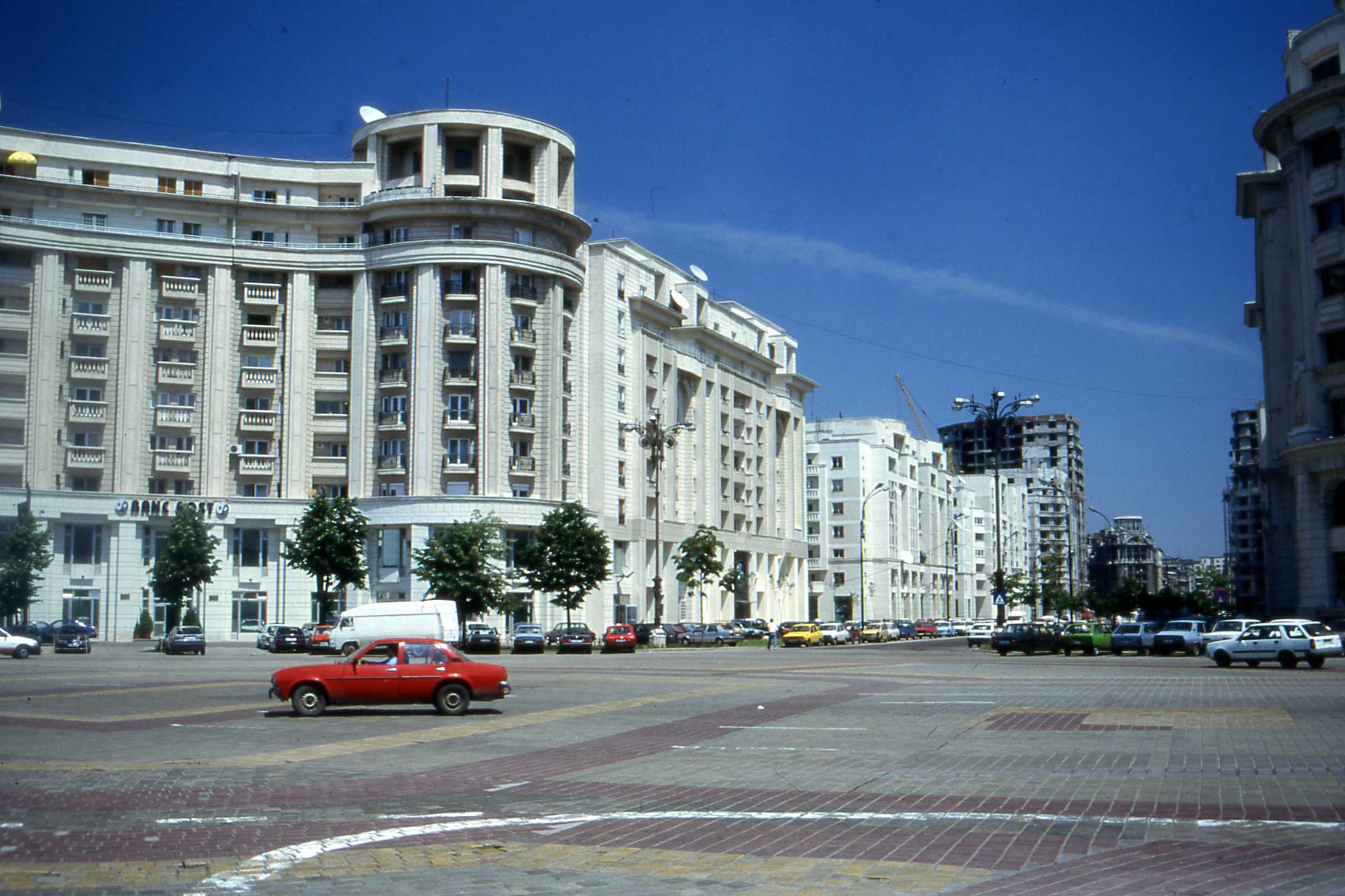
1996年の憲法広場
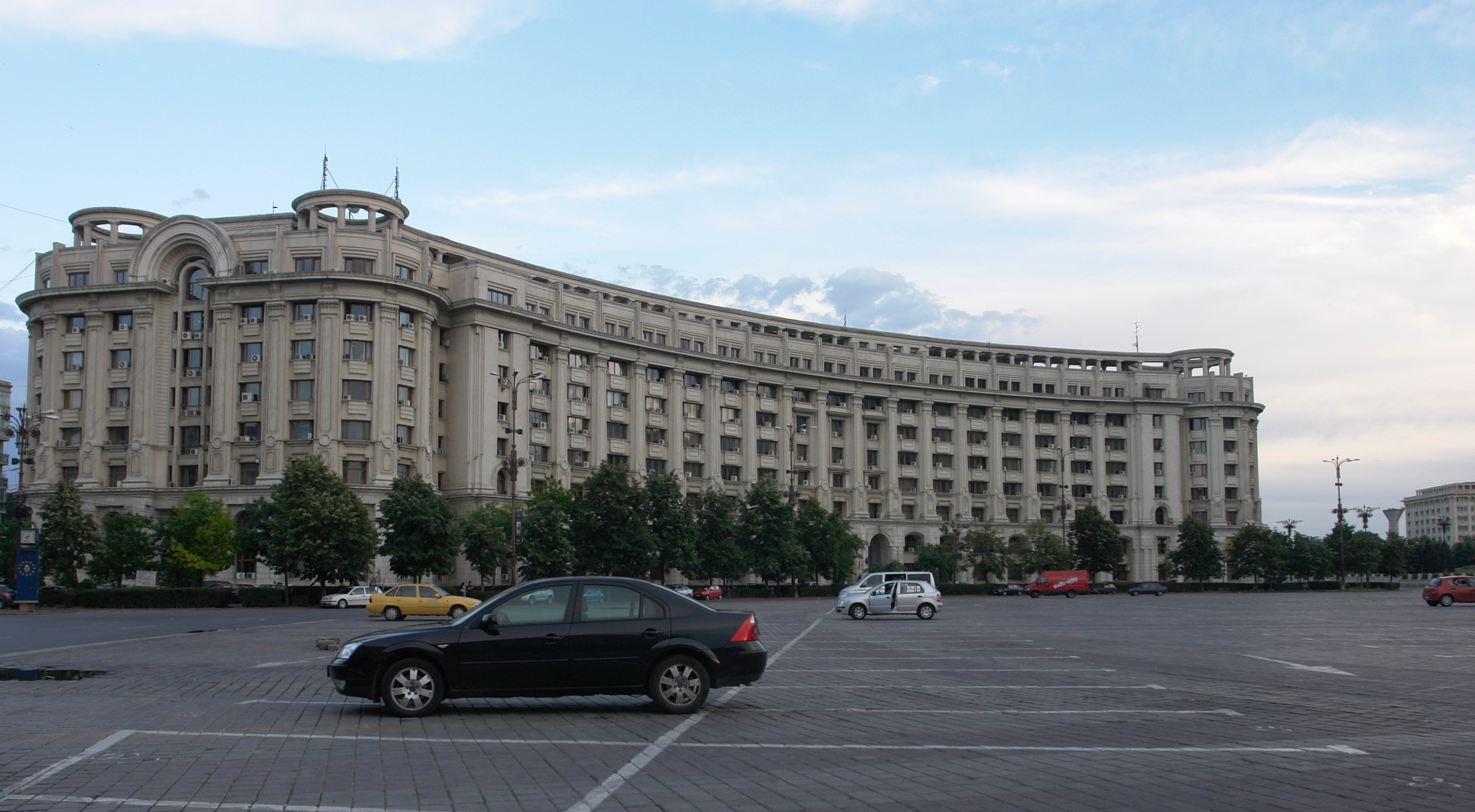
憲法広場に面する政府庁舎
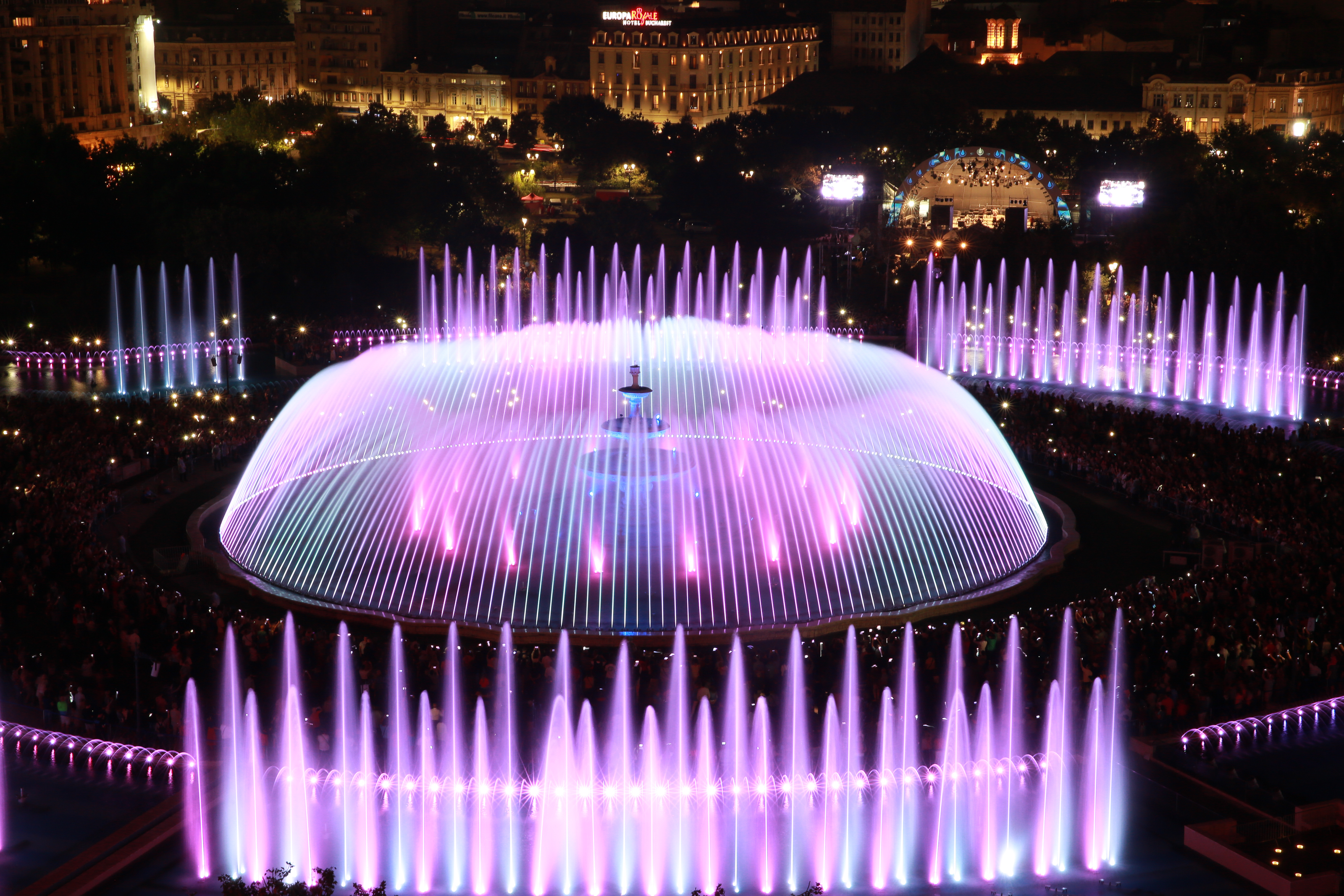
統一広場の噴水